# Tour du Haut-Var 2009
La 41e édition de la course cycliste Tour du Haut-Var a eu lieu du 21 au 22 février 2009. La compétition est classée 2.1 sur l'UCI Europe Tour 2009.

## La course
Vainqueur la semaine précédente du Tour méditerranéen, en ayant remporté uniquement le contre-la-montre par équipes avec sa formation Caisse d'Epargne, l'Espagnol Luis León Sánchez s'impose au sprint devant Jussi Veikkanen et Matthieu Ladagnous de La Française des jeux lors de la 1re étape du Tour du Haut-Var.
La seconde étape se joue également au sprint où Thomas Voeckler, déjà vainqueur de l'Étoile de Bessèges, au début du mois, fait parler sa pointe de vitesse pour rattraper sur le fil David Moncoutié. Cette victoire lui permet par la même occasion de remporter le classement général de l'épreuve qui se disputait pour la première fois sur deux étapes.

## Les étapes
| Détail    | Date       | Villes étapes           | km  | Vainqueur d'étape | Leader du classement général |
| 1re étape | 21 février | Saint-Raphaël - Grimaud | 160 | Luis León Sánchez | Luis León Sánchez            |
| 2e étape  | 22 février | Draguignan - Callian    | 194 | Thomas Voeckler   | Thomas Voeckler              |

## Classement final
|     | Coureur              | Équipe                    |    | Temps           |
| --- | -------------------- | ------------------------- | -- | --------------- |
| 1.  | Thomas Voeckler      | BBox Bouygues Telecom     | en | 9 h 50 min 48 s |
| 2.  | David Moncoutié      | Cofidis                   | +  | 2 s             |
| 3.  | Jussi Veikkanen      | La Française des jeux     |    | 7 s             |
| 4.  | Matthieu Ladagnous   | La Française des jeux     |    | 9 s             |
| 5.  | Chris Anker Sørensen | Saxo Bank                 |    | m.t.            |
| 6.  | Jérôme Pineau        | Quick Step                |    | 13 s            |
| 7.  | Julien Simon         | Besson Chaussures-Sojasun |    | m.t.            |
| 8.  | Pierrick Fédrigo     | Bbox Bouygues Telecom     |    | m.t.            |
| 9.  | Christophe Le Mével  | La Française des jeux     |    | m.t.            |
| 10. | Rémi Pauriol         | Cofidis                   |    | m.t.            |